# Cecil Kellaway
Cecil Kellaway (ur. 22 sierpnia 1893 w Kapsztad, zm. 28 lutego 1973 w Hollywood) – brytyjski aktor z pochodzenia Południowoafrykańczyk. Dwukrotnie nominowany do Oscara za role drugoplanowe w filmach The Luck of the Irish i Zgadnij, kto przyjdzie na obiad.

## Wybrana filmografia
- 1950: Harvey